# Eupelops japonensis
Eupelops japonensis är en kvalsterart som beskrevs av K. Fujikawa 1990. Eupelops japonensis ingår i släktet Eupelops och familjen Phenopelopidae. Inga underarter finns listade i Catalogue of Life.